# La Teuleria (Sant Quirze Safaja)
La Teuleria és una antiga bòbila del terme municipal de Sant Quirze Safaja, al Moianès.
Està situada a peu de la carretera C-59 en el punt quilomètric 26,9, en el sector sud-occidental del terme. És a prop i al nord-oest del Coll de Poses, a poonent de la masia de Poses, al sud-oest del Pla del Badó. És a l'esquerra del torrent de la Font del Boix, a prop i a la dreta del torrent de les Vinyes.
L'espai de la Teuleria està pràcticament del tot ocupat per la carretera eixamplada, inclosa la benzinera que hi ha en aquest lloc. Tanmateix, tot i que abandonats, subsisteixen els edificis de l'antiga bòbila, que incloïen alguns habitatges.